# Theodoxus maresi
Theodoxus maresi é uma espécie de gastrópode  da família Neritidae.
Pode ser encontrada nos seguintes países: Argélia e Marrocos.